# كويكب نوع-V

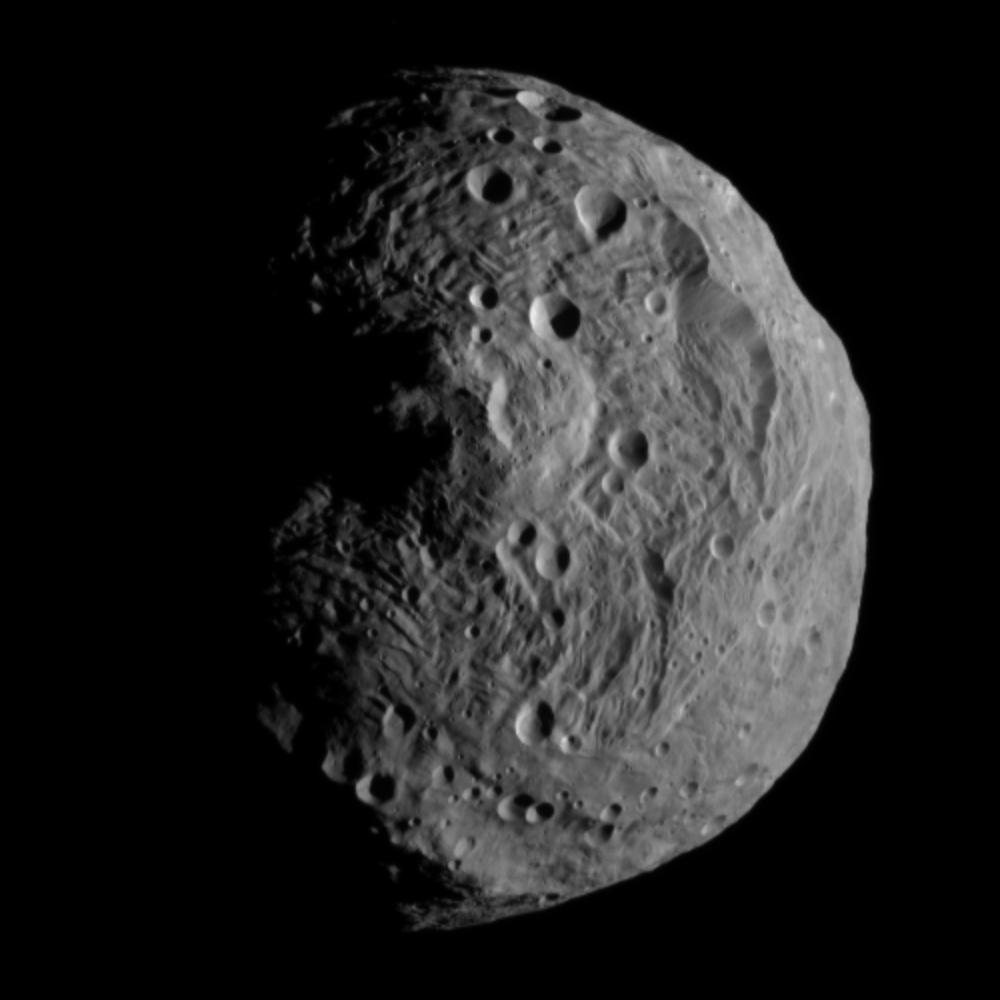

كويكب من النوع في أو (V-type) هي كويكبات نادرة ذات بياض عالي وطيف عاكس ذو امتصاص قوي عند طول الموجة الأقل من 0.7 مايكروميتر , والمثال الأبرز لهذا النوع من الكويكبات هو الكويكب فيستا 4 حيث أنه الأكبر في هذا النوع بذات الوقت الذي يحتل فيه المرتبة الثانية كثاني أكبر الكويكبات بعد سيريس.
توجد نسبة كبيرة من الأجرام لها مدار مشابه لمدار فيستا 4 , فإما أن تكون قريبة منه فتصبح من عائلة فيستا أو لها انحراف مداري مشابه أو زاوية ميلان مشابهة، لكن بنصف محور رئيس يقبع بين 2.18 وحدة فلكية حتى 2.50 وحدة فلكية، وبالتالي بناء على هذه المعطيات يقترح العلماء أن هذه الأجرام ليست سوى شظايا من فيستا 4 نتجت عن اصطدام هائل حصل في وقتٍ ما من عمره، ويعتقد أن حفرة رسلفا هي المكان المحتمل لهذا الاصطدام.

## الهيئة
هذا النوع ذو لمعان متوسط ويشابه بعض الشيء النوع أس الذي يتكون أساساً من الحجارة والحديد والكوندريتات العادية , ويحتوي هذا النوع النادر على بيروكسين أكثر من النوع أس.
الطيف الكهرومغناطيسي له خاصية امتصاص قوية عند 0.75 مايكروميتر وأيضاً عند 1 مايكروميتر، ويبدو أحمر للغاية عند طول موجة أقل من 0.7 مايكروميتر، الطيف المرئي لهذا النوع قريب لطيف النيازك البازلتية الأكوندريتية (HED).
يقترح البعض أن النوع جاي الذي له امتصاص استثنائي عند 1 مايكروميتر والقريب من النيازك الديجنوتية قد تم جره من طبقات عميقة من الكويكب فيستا 4.